# خوش به حالت (ترانه اولیویا رودریگو)
«خوش به حالت» (انگلیسی: Good 4 U) ترانه‌ای از خوانندهٔ آمریکایی اولیویا رودریگو است. این ترانه در ۱۴ مه ۲۰۲۱ از طریق گفن و اینترسکوپ رکوردز به عنوان سومین تک‌آهنگ از نخستین آلبوم استودیویی رودریگو، ترش منتشر شد. «خوش به حالت» را رودریگو و دنیل نیگرو و با تهیه‌کنندگی نیگرو و الکساندر ۲۳ نوشته‌اند.
یک آهنگ پاپ پانک، پاپ راک و تین پاپ، «خوش به حالت» قرار است گیتارهای الکتریکی و طبل‌ها باشد که متن آن خطاب به یک عاشق سابق است که پس از جدایی خیلی سریع حرکت کرد. با انتقادات زیادی از منتقدان موسیقی روبرو شده‌است، آنها ساز را نوستالژیک دهه‌های ۱۹۹۰ تا ۲۰۰۰ می‌دانند و غزل‌های واضح رودریگو را ستودند. در موزیک ویدئوی همراه، رودریگو به عنوان یک رهبر تشویقی که قصد انتقام را دارد، این موزیک ویدیو با اشاره به فیلم‌های کلاسیک فرقه ای سال ۲۰۰۰ دفتر خاطرات شاهدخت و بدن جنیفر است.
این تک آهنگ در کانادا، ایرلند، نیوزلند، سنگاپور و ایالات متحده در رتبه یک قرار گرفت و پس از اولین آهنگ رودریگو «گواهینامه رانندگی» ترش (۲۰۲۱) دومین آهنگ برتر جدول را در این کشورها به دست‌آورد. ترش تمایز خود را به عنوان اولین آلبوم تاریخ به وجود آورد که باعث تولید دو اولین شماره یک در بیلبورد هات ۱۰۰ شده‌است. در جای دیگر، «خوش به حالت» در استرالیا و انگلستان به رتبه دو رسید، در لیست ۲۰ برتر در لیتوانی و هلند، و ۴۰ نفر برتر در آلمان، نروژ و سوئد.

## پیش زمینه و انتشار
رودریگو اولین آلبوم استودیویی خود را با نام ترش در ۱ آوریل ۲۰۲۱ اعلام کرد. «خوش به حالت» در جایگاه ششم اپل میوزیک قرار گرفت. در ۱۰ مه، رودریگو از طریق حساب‌های خود در شبکه‌های اجتماعی اعلام کرد که "خوش به حالت " پس از "گواهینامه رانندگی" و "دژا وو" در ۱۴ مه به سومین آهنگ از ترش تبدیل خواهد شد. در کنار اعلامیه، وی همچنین آثار هنری جلد این ترانه را فاش کرد. رودریگو قبلاً این آهنگ را در یک تصویر تبلیغاتی برای «دژا وو» نمایش داده بود.